# Bahonsuai
Le bahonsuai est une langue austronésienne parlée en Indonésie, dans l'île de Sulawesi. 
La langue appartient à la branche malayo-polynésienne des langues austronésiennes.

## Situation géographique
Les Bahonsuai sont, à l'origine, un groupe de Mori Bawah qui se sont installés dans une région où la langue bungku domine. La langue a évolué sous l'influence de cette dernière. Bien qu'ils ne constituent qu'un tiers de la population totale de leur village, les 200 Bahonsuai maintiennent leur identité linguistique.

## Classification
Le bahonsuai est une des langues bungku-tolaki. Celles-ci forment un des groupes du malayo-polynésien occidental.

## Sources
- (en) Adelaar, Alexander, The Austronesian Languages of Asia and Madagascar: A Historical Perspective, The Austronesian Languages of Asia and Madagascar, pp. 1-42, Routledge Language Family Series, Londres, Routledge, 2005,  (ISBN 0-7007-1286-0)
- (en) Mead, David, Proto-Bungku-Tolaki: Reconstruction of its Phonology and Aspects of its Morphosyntax, Thèse, Houston, Rice University, 1998.
- (en) Mead, David, Mori Bawah, The Austronesian Languages of Asia and Madagascar, pp. 683-708, Routledge Language Family Series, Londres, Routledge, 2005,  (ISBN 0-7007-1286-0)